# Consolidated B-32 Dominator
Консолідейтед B-32 «Домінейтор» (англ. Consolidated B-32 Dominator) — американський стратегічний бомбардувальник, розроблений авіаційною компанією «Consolidated Aircraft» за специфікацією R-40B, згідно з якою також розроблявся Boeing B-29 Superfortress. Через довший час розробки, коли B-32 тільки став готовим до серійного виробництва, B-29 вже масовано виготовлявся, тому замовлення на В-32 було малим і він активно не використовувався.

## Історія створення

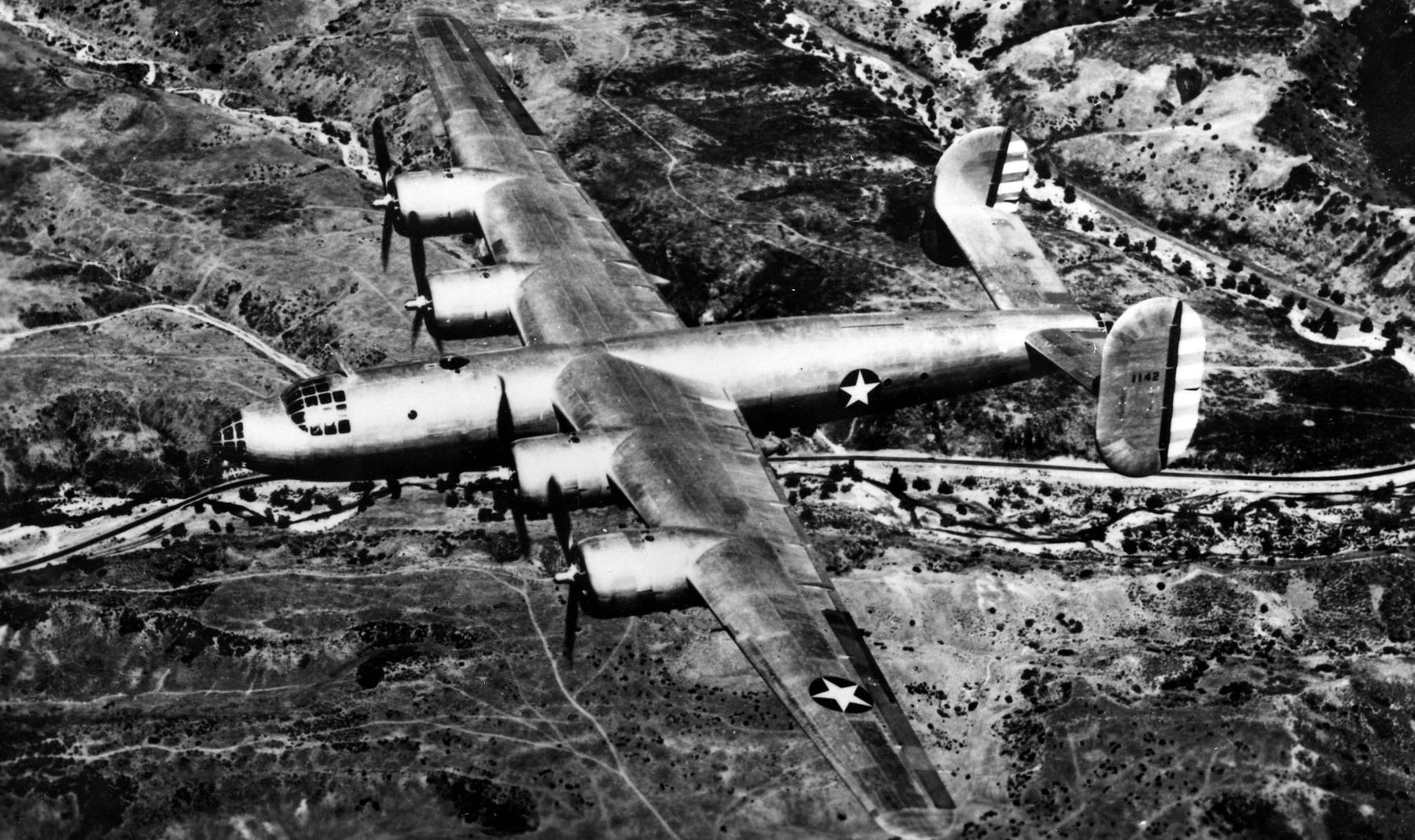
Прототип XB-32 з двокілевим оперенням.

В січні 1940 року командування ВПС США підготувало специфікацію R-40B на стратегічний бомбардувальник. Початково в конкурсі взяли участь чотири фірми: Consolidated, Boeing, Lockheed і Douglas, але дві останні швидко відмовились від проєкту.
Проєкт компанії Consolidated під фірмовим індексом «модель 33» використовував більшість напрацювань важкого бомбардувальника B-24, зокрема крило Девіса і двокілеве хвостове оперення. Носову частину було максимально заокруглено для покращення аеродинаміки, також планувалось встановити герметичну кабіну і дистанційно керовані турельні установки. Як і на B-29, на B-32 використовувались 18-и циліндрові двигуни повітряного охолодження Wright R-3350.
Вже в вересні 1940 року фірма отримала замовлення на створення двох прототипів, пізніше ще третій, які отримали військове позначення XB-32. Проте розробка затрималась і перший прототип піднявся в повітря 7 вересня 1942, через 6 місяців після запланованого строку. Випробування теж відбувались повільно, але все ж в березні 1943 року було підписано перший контракт на 300 літаків. Проте в цей час літак ще не був готовий і доопрацьовувався.
Доопрацьований третій прототип, сильно відрізнявся від попереднього задуму: від герметичних кабін відмовились, відповідно було переглянуто озброєння, також хвіст став однокілевим, літак навіть отримав нове заводське позначення «модель 34». Перший серійний літак був завершений в вересні 1944 року, але при перегонці до військової частини розбився на посадці. До вересня 1945 року було побудовано 118 літаків, замовлення на інші було скасовано через завершення війни.

## Основні модифікації

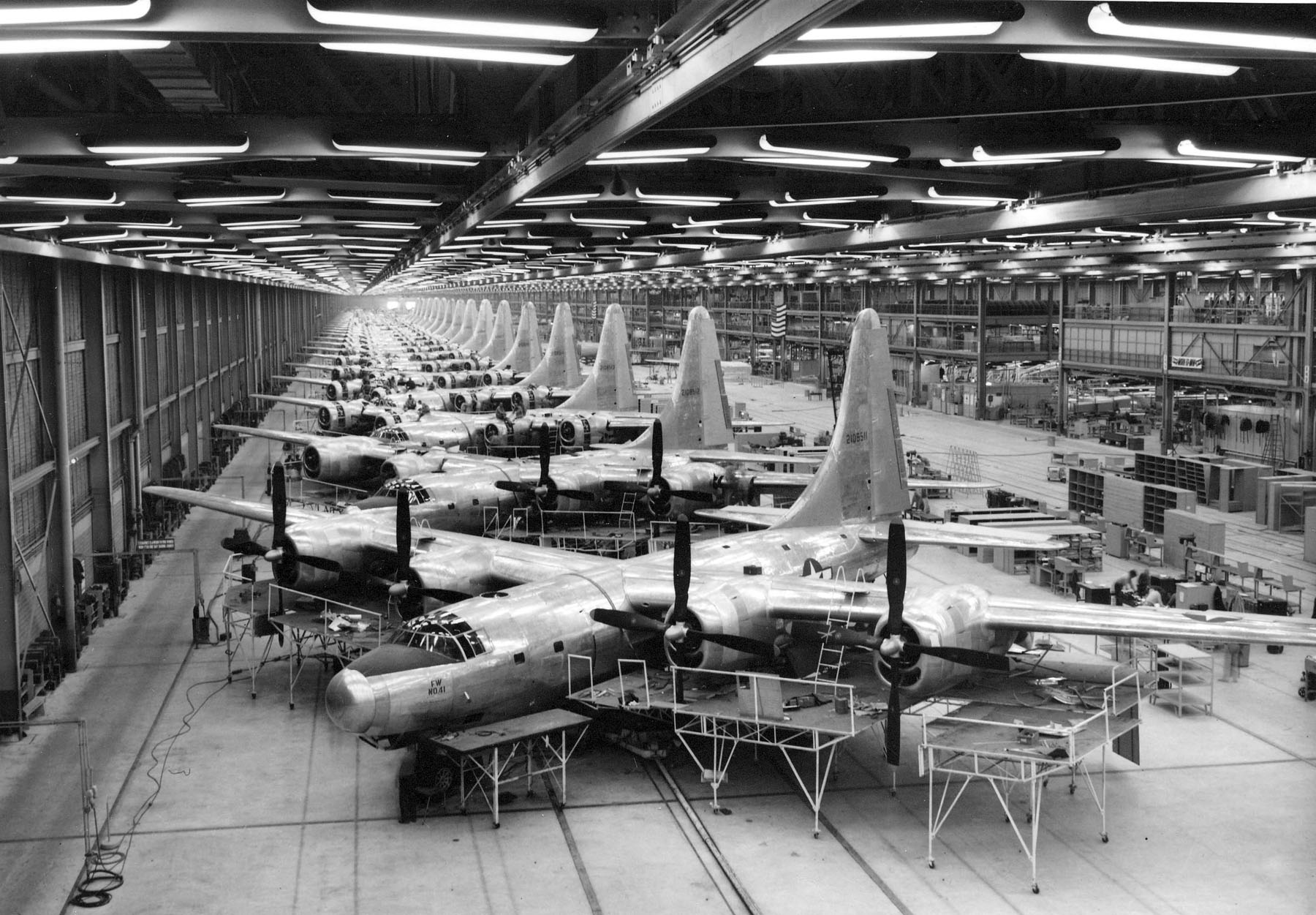
Навчальний варіант TB-32 на складальних лініях.

- B-32 — оснащувався двигунами Wright R-3350-23A потужністю 2200 к.с. Захисне озброєння складалось з десяти 12,7-мм кулеметів: по два в хвостовій, носовій, двох верхніх і нижній турелі. Максимальна маса бомбового навантаження — 9100 кг. (75 екз.)
- TB-32 — навчальний варіант без озброєння. (40 екз.)

## Історія використання

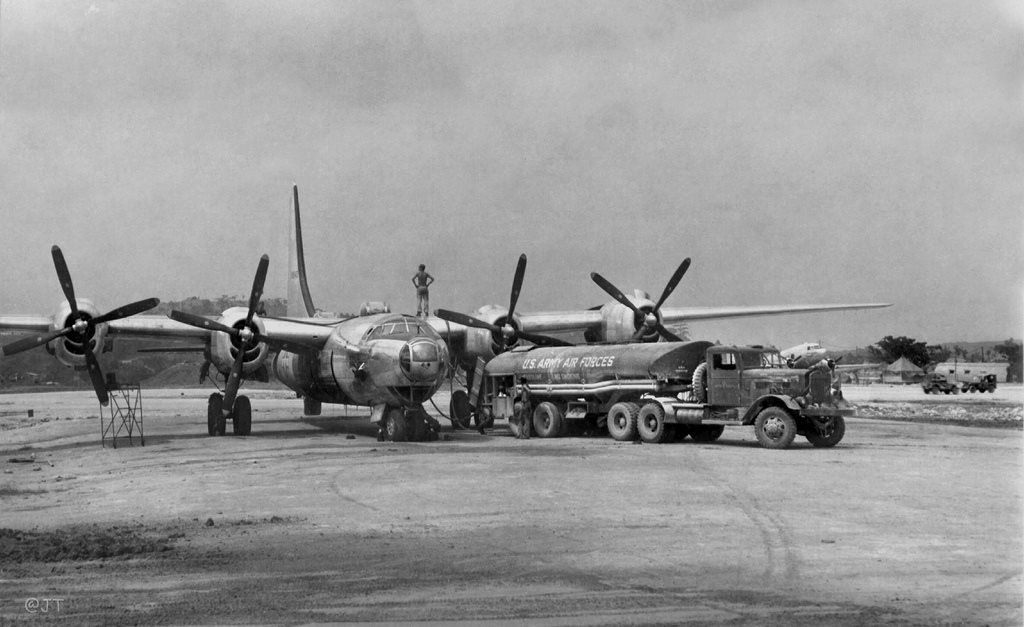
B-32 386-ї ескадрильї готується до вильоту на Окінаві.

Три B-32 в травні 1945 року були відправлені на Філіппіни в 386-у бомбардувальну ескадрилью для проведення воєнних випробувань. Перший бойовий виліт двох B-32 відбувся 29 травня і був успішним: літаки розбомбили військові склади на Лусоні і повернулись без жодних проблем. В наступні місяці було проведено ще декілька місій проти об'єктів на Формозі і Хайнані і результати випробувань були визнані успішними. Планувалось переозброїти на B-32 всю бомбардувальну групу, але до серпня 1945 року на озброєння надійшло ще 6 літаків, яких не вистачало навіть на переозброєння 386-ї ескадрильї.
13 серпня 1945 року 386-а ескадрилья була перекинута на Окінаву, звідки почала діяти над японськими островами, проте виключно як розвідники. Останній такий виліт відбувся 28 серпня, а після завершення війни всі B-32 були порівняно швидко списані.

## Тактико-технічні характеристики

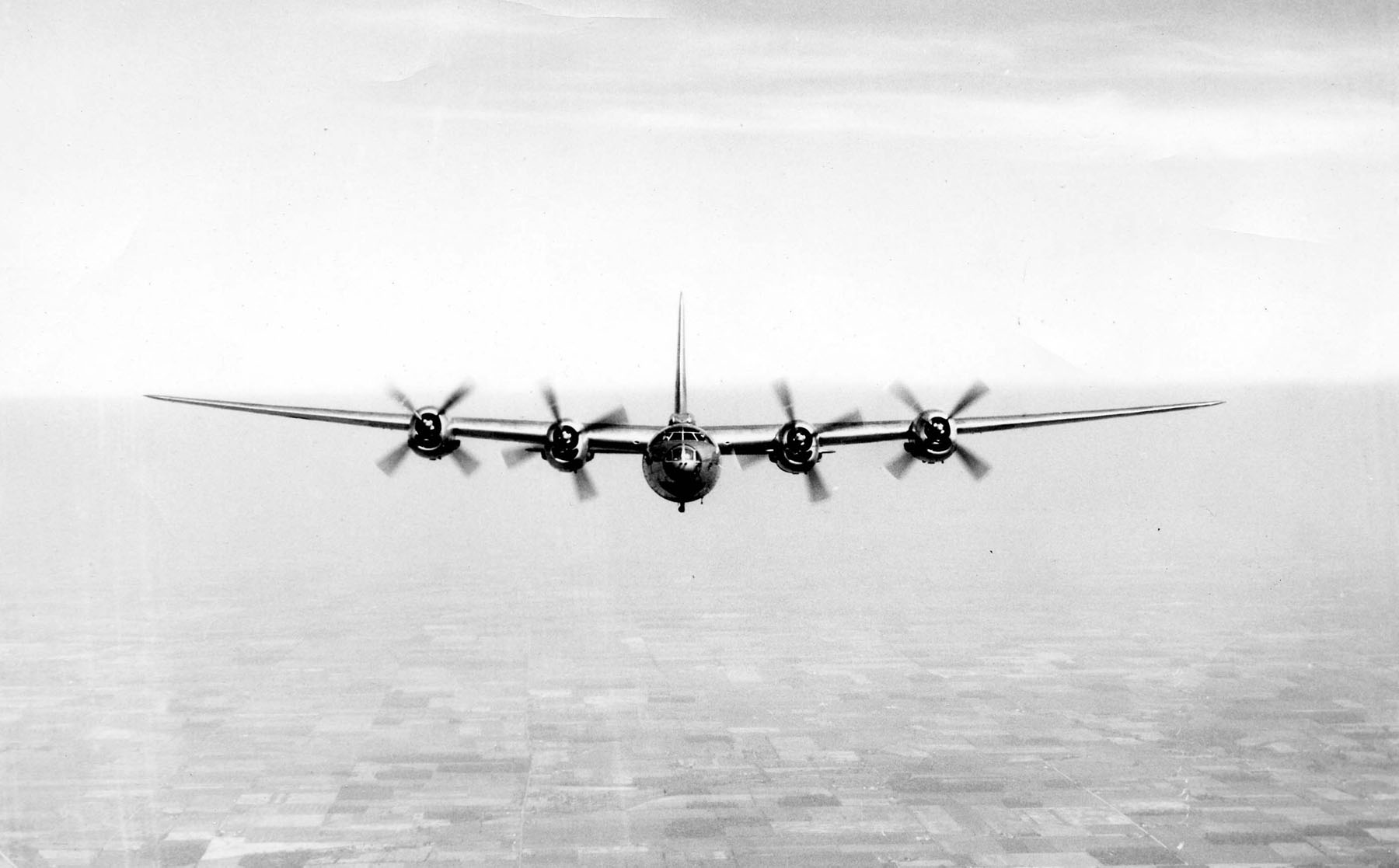
B-32 в польоті

### Технічні характеристики
- Довжина: 25,32 м
- Висота: 10,06 м
- Розмах крила: 41,15 м
- Площа крила: 132,1 м²
- Маса порожнього: 27 400 кг
- Маса спорядженого: 45 800 кг
- Максимальна злітна маса: 56 023 кг
- Двигун: 4 × Wright R-3350-23A
- Потужність: 4 × 2200 к. с.

### Льотні характеристики
- Максимальна швидкість: 575 км/год
- Бойовий радіус: 1285 км
- Дальність польоту: 6115 км
- Практична стеля: 10 670 м
- Швидкопідйомність: 5,3 м/с